# 韦尔赫涅别洛耶村委员会
韦尔赫涅别洛耶村委员会（俄语：Верхнебельский сельсовет）是俄罗斯联邦阿穆尔州罗姆内区所属的一个村委员会。其下辖有2个居民点，行政中心为韦尔赫涅别洛耶。据2015年统计，该村委员会的人口为441人。
2015年，韦尔赫涅别洛耶村委员会并入波兹杰夫卡村委员会。